# Лотан, Генри Цви
Генри Цви Лотан (род. 1934, Люблин) — американский психиатр, психоаналитик, психотерапевт, педагог и писатель. Известность Г. Ц. Лотану принесли его исследования в области психиатрии, психоанализа и истории психотерапии, в частности его публикации, посвящённые знаменитому делу Шребера — «В защиту Шребера: убийство души и психиатрия».

## Биография
Лотан родился в польском городе Люблине в 1934 году в еврейской семье. После вторжения в Польскую республику нацистской Германии семья Лотана бежала в восточную Польшу, находившуюся тогда под контролем Советского Союза, где они жили с 1939-го по 1941 г. Незадолго до немецкого вторжения в 1941 г. отец Генри эмигрировал вместе с семьёй в СССР. В 1946 году семья Лотана вернулась в Люблин, где Генри посещал начальную школу. Позже он учился в средней школе в Лодзи до 1950 года, когда семья эмигрировала в Израиль. Лотан окончил среднюю школу «Охель Шем» в Рамат-Гане, Израиль. Имея выдающиеся способности к языкам, во время службы в Армии обороны Израиля он работал военным переводчиком.
После демобилизации Г. Ц. Лотан учился в медицинской школе Хадасса Еврейского университета в Иерусалиме, которую окончил со степенью доктора медицины в 1960 году. После завершения стажировки в больнице Бейлинсон в Петах-Тикве в 1962 году Лотан стал ординатором психиатрической больницы Талбие в Иерусалиме, которую возглавлял в то время психиатр и психоаналитик профессор Генрих Винник.
В 1963 г. Г. Ц. Лотан переехал вместе с женой и дочерью в США, где закончил своё обучение в ординатуре Мемориального госпиталя Рочестера (Нью-Йорк). Впоследствии Г. Ц. Лотан возглавлял отделение в психиатрической больнице Хиллсайд в Нью-Йорке с 1963-го по 1969 г. С 1966-го по 1972 г. он изучал психоанализ в Нью-Йоркском психоаналитическом институте, а с 1969 г. — является преподавателем медицинской школы Икана в Маунт-Синае (Нью-Йорк), где он дослужился до звания клинического профессора психиатрии. Преподавательскую и научную деятельность Г. Ц. Лотан дополнял обширной частной практикой психиатра и психоаналитика. Начиная с 1994 г., Г. Ц. Лотан работал в консульстве ФРГ в Нью-Йорке в качестве эксперта-психиатра, оценивая требования о реституции лиц, переживших Холокост, в том числе из Освенцима. Г. Ц. Лотан — почётный член Американской психиатрической ассоциации и член Американской психоаналитической ассоциации, а также — Международной психоаналитической ассоциации. Лотан является президентом Американского общества врачей-психоаналитиков.
Сфера научных интересов Г. Ц. Лотана охватывают историю и методологию психиатрии, психоанализа и психотерапии. Его важнейшие работы посвящены
1. Истории психоанализа, в том числе деятельности Зигмунда Фрейда, Карла Г. Юнга, Даниэля Пола Шребера, Сабины Шпильрейн, а также психоанализу при нацизме,
2. Методологии, клинической технике и современному психоанализу,
3. Любви и сексу,
4. «Драматологии» — психотерапевтическому подходу, им разработанному. Во многих случаях публикации Лотана затрагивают более чем одну из этих тем

## Дело Шребера
Даниэль Пауль Шребер был немецким судьёй, который трижды за свою жизнь попадал в психиатрические больницы — в 1884, 1893 и 1907 гг. Второй эпизод, в ходе которого он был признан недееспособным, лёг в основу опубликованной в 1903 г. книги «Denkwürdigkeiten eines Nervenkranken» («Размышления нервного пациента»), опубликованной на английском языке в 1955 г. под названием «Воспоминания о моей нервной болезни». Как ни странно, в английском переводе отсутствовал подзаголовок «При каких обстоятельствах лицо, признанное невменяемым, может быть помещено в психиатрическую лечебницу против его воли?», и названии не отражало центрального сюжетной линии книги, а именно стремления Шребер вернуть себе свободу. Благодаря новаторскому анализу этой книги Фрейдом в 1911 г., «случай Шребера» стал основным психоаналитическим кейсом, разъяснявшим тезис Фрейда о том, что второй эпизод психического расстройства Шребера, в особенности его так называемая паранойя, был вызван пассивными гомосексуальным влечением к его первому психиатру Полу Флехсигу.
Дело Шребера вновь приобрело известность в 1959 г. после публикации статьи американского психоаналитика У. Г. Нидерланда «Шребер: отец и сын». Нидерланд утверждал, что в детстве Шребер подвергался жестокому обращению со стороны своего отца Морица, который прибегал к садистским методам воспитания детей вплоть до использования ортопедических приспособлений для пыток, на что Шребер, по словам Нидерланда, ссылался XI главе своей книги. Того же тезиса придерживался Мортон Шатцман, автор бестселлера «Убийство души. Преследование в семье» (1973). Этому противоречила биография семьи Шребер, опубликованная Ханом Израэльсом в 1989 г., который утверждал, что Мориц Шребер был несправедливо демонизирован в литературе. В том же 1989 г. появилась первая статья Г. Ц. Лотана о Шребере, посвящённая историческим данным об отношениях между Шребером и его врачами. Исследование Лотана стало фундаментальным пересмотром биографии и интерпретации жизни и творчества Дэниела Пола Шребера. Во многом это было обусловлено тщательным анализом новых архивных и исторических исследованиях, особому вниманию к историческим пробелам в работах Фрейда и Нидерланда. Например, в исследовании Фрейда отсутствовали какие бы то ни было упоминания о матери и жене Шребера, за исключением тех случаев, когда Фрейд высказывал предположения о роли последней в защите Шребера от влечения к окружающим его мужчинам. Нидерланд так же почти ничего не писал о матери и жене Шребера, хотя, как можно было предположить, каждая из них была очень важными действующими лицами в жизненной драме Шребера, особенно с психоаналитической точки зрения. Уделяя в своих работах огромное внимание фантазиям Шребера о Флехзиге, ни Фрейд, ни Нидерланд не приложили особых усилий к тому, чтобы прояснить реальные отношения Шребера с Флехзигом, хотя в различных архивах хранилось достаточно свидетельств отношений между ними. Исследование Г. Ц. Лотана о Шребере, в том числе монография «В защиту Шребера» а также около тридцати статей и обзоров, опубликованных в период с 1989 по 2014 гг., добавили новые данные и, соответственно, новые выводы, неизвестные Фрейду, Нидерланду и другим исследователям не только о самом Шребере, но и о других выдающихся деятелях науки. Возможно, самое важное и новаторское в подходе Лотана — то уважение, которое с которым он относится к Шреберу и как к самостоятельному мыслителю, и как к учителю, преподающему важные уроки психиатрам и психоаналитикам.
Книга «В защиту Шребера» вызвала множество отзывов и реакций на международном уровне, варьирующихся от восторженных до крайне негативных. Например, психиатр Р. Чессик положительно отзывается о книге как об исправлении «бесчисленных исторических ошибок»: «В своём кропотливом историческом исследовании Лотан даёт нам полное представление о состоянии психиатрии в то время, а также о том, с чем Шреберу приходилось сталкиваться из-за жены и различных представителей власти». Другие рецензенты были настроены более критически, например, Г. Буссе. Некоторые из уникальных интерпретаций Лотаном дела Шребера были драматизированы в фильме С. Паммелла 2011 г. «Душа потрясённого ума».

## Сабина Шпильрейн
Сабина Шпильрейн была русско-еврейским врачом и психоаналитиком, второй женщиной, присоединившейся к венскому кружку Фрейда. В 1904 году, в возрасте 19 лет, Шпильрейн отправилась в Швейцарию, чтобы учиться в Цюрихском университете. Вскоре после приезда у неё случился нервный срыв, и она была госпитализирована в психиатрическую больницу Бургхёльцли в качестве пациентки главного врача Э. Блейлера и его заместителя К. Г. Юнга, которому тогда было 29 лет. Шпильрейн стала испытуемой в эксперименте К. Г. Юнга и Ф. Риклина по применению метода свободных ассоциаций. В 1911 г. она закончила медицинский факультет Цюрихской университета со степенью доктора медицины, её диссертация стала первым психоаналитическим исследованием случая шизофрении. В 1923 г. после нескольких лет психоаналитической практики в Европе Шпильрейн вернулась в Советский Союз, где она преподавала психоанализ и лечила как взрослых, так и детей до тех пор, пока психоанализ не был запрещён. После немецкого вторжения в 1942 году Шпильрейн и две её дочери были убиты нацистами и похоронены в Змиевской балке (Ростов-на Дону). В Германии был издан сборник статей С. Шпильрейн, самой известной из которых является её диссертация «Деструкция как причина становления», вдохновившая Фрейда на идею инстинкта смерти.
В 1906 году Юнг сообщил Фрейду, что лечил студентку, и это был сложный случай, который становился все сложнее вплоть до драматической кульминации в 1909 году.Этот факт оставался практически неизвестным вплоть до 1980 г., когда А. Каротенуто опубликовал свою книгу «Тайная симметрия: Сабина Шпильрейн между Юнгом и Фрейдом», основанную на немецком дневнике С. Шпильрейн и письмах, которыми он обменивалась с Юнгом и Фрейдом. После выхода этой книги утвердилось мнение, что С. Шпильрейн и К. Г. Юнг были любовниками во время её лечения в больнице Бургхольцли. Если бы это соответствовало действительности, то означало бы, что Юнг нарушил профессиональный этический кодекс и подозревал С. Шпильрейн в распространении слухов, что грозило скандалом и разрушением его репутации. При этом также подразумевалось бы, что Юнг и Фрейд вступили в сговор, чтобы замять назревавший скандал.
В 1999 г. Г. Ц. Лотан привлёк внимание к первоисточникам, неизвестным англоязычным авторам, например, к русскоязычному дневнику С. Шпильрейн и письмам, которые она писала своей матери. Эти источники содержали важные и ранее неизвестные сведения об отношениях между Шпильрейн и Юнгом, во время её учёбы на медицинском факультете, где Юнг преподавал. Анализ писем, проведённый Лотаном, показал, что Юнг солгал Фрейду, сказав, что Шпильрейн все ещё оставалась его пациенткой в 1906 г. Сама Шпильрейн сообщила Фрейду, что терапия закончилось в 1905 г., Юнг же писал, что продолжал «лечить» её бесплатно. В то же время в письмах к Фрейду Юнг упоминал о проблемах в своём браке и соблазнах внебрачных отношений, продолжая разыгрывать карту «лечения», чтобы скрыть эти реальные проблемы. Фрейд предпочёл их не комментировать. Более того, Шпильрейн, как утверждает Лотан, раскрывает загадку своих отношений с Юнгом в письме к матери, называя свою эротически окрашенную дружбу с Юнгом «поэзией»: «Мы оставались на том уровне поэзии, который не опасен, и мы останемся на этом уровне…» Занимались ли они «опасным» сексом, несмотря на подобные искушения, — знают только они, имеющиеся свидетельства, утверждает Лотан, не подтверждают версию о том, что у них были сексуальные отношения.
В нескольких статьях Г. Ц. Лотан критикует работы, базирующиеся на книге А. Каратенуто, которая, предполагает сексуальные домогательства Юнга и сокрытие публичного скандала. Лотан утверждает, что, даже если бы у Юнга и Шпильрейн были сексуальные отношения во время её обучения на медицинского факультете, это все равно существенно отличалось бы от неправомерных действий психиатра — не было бы, например, основанием для предъявления судебного иска. Отношения между Шпильрейн и Юнгом, полагает Лотан, были драматичным, временами — мелодраматичным, вдохновлёнными оперой Вагнера «Тристан и Изольда», однако факты свидетельствуют о том, что для обоих это было метафорой, которая стимулировала творческие идеи и вызывали ностальгические воспоминания у Шпильрейн. Сабина хотела выйти замуж за Юнга и стать матерью их ребёнка, которого она называла Зигфридом. Для Юнга она оставалась музой, а не любовницей. С сексом или без секса, их связывали взаимная поддержка, дружба и «большая любовь» (см. ниже). В английском языке, указывает Лотан, есть разница между любовью и симпатией, но «в других языках любовь относится либо к (1) любви в широком смысле, называемой agape, caritas, philia, sympathia, или (2) lust, то есть libido, таким образом, „любовь“ охватывает и любовь как таковую, и сексуальное желание, и сексуальное удовольствие, а также любовь как привязанность».

## Психология любви и секса
Начиная с 1982 г., Г. Ц. Лотан опубликовал серию статей о том, что он назвал «любовью в широком смысле»: о любви как переживании, эмоции и деятельности, как основе межличностных отношений в парах и между людьми в более широких социальных контактах и контекстах. Для Лотана любовь и её антагонист ненависть, проявляющиеся в виде агрессии в речи и насилия в поступках, являются не просто чувствами, но и наиболее важными действиями, моделями поведения в межличностных отношениях. По словам Лотана, любовь была забытой и плохо изученной темой в психиатрических и психоаналитических трудах.
Эта точка зрения стала основой выявления Лотаном противоречия во взглядах Фрейда: (1) с одной стороны, начиная с 1890 г., сначала в своей практике гипноза, а затем в качестве психотерапевта, Фрейд эмпирически обнаружил роль любви в межличностных отношениях, а (2) с другой стороны, теоретически в 1905 г. в своих очерках по теории сексуальности Фрейд свёл любовь к либидо, заявляя, что дружба и влюблённость являются производными сексуального инстинкта. Именно за вторую идею, точнее, — за игнорирование межличностных отношений, Фрейд подвергся серьёзной критике. Лотан выступил с защитой наследия Фрейда, показав, что в большой его части уделяется внимание межличностным отношениям, что в значительной степени остался непризнанным в психоаналитической традиции. Лотан полагает, что Фрейд в своей теоретической рефлексии сосредоточен на внутриличностных переживаниях пациента, а в своём психоаналитическом методе Фрейд последовательно анализирует межличностные отношения.
По словам Лотана, именно Шандор Ференци, более чем кто-либо другой из крупных фигур психоаналитической традиции, внёс наибольший вклад в исследование любви во всей её широте и значении для психоанализа. Что касается широты этого понятия, Ференци понимал, что «любовь» подразумевает множество позитивных чувств, находящихся в фокусе аналитической практики, таких как эмпатия и эмоционально позитивные межличностные процессы. Они занимают центральное место в аналитическом процессе, поскольку играют центральную роль в жизни человека и общества в целом. Что касается значения любви, Лотан согласен с (1) с Ференци в том, что любовь и телесная нежность включают сексуальность, но не сводимы к ней; (2) с Майклом Балинтом, считавшим «любовь, или первичная влюблённость (по выражению Балинта), является необходимой закваской… истинный двигателем терапевтического процесса, который делает возможным исследование глубинного разочарования и конфликта и их окончательное преодоление».

## Введение драматологии в межличностный психоанализ
С 1978 года Лотан также опубликовал около 80 работ по методологии психоанализа и психотерапии. Он также занимался «эмоциональным диагнозом», описанным Людвигом Бинсвангером. Чтобы усилить межличностное измерение в психиатрии и психотерапии, Лотейн представил драматологию как новую парадигму, которая вместо того, чтобы ограничиваться описательным повествованием, подчёркивает важность действия и диалога в жизни, в возникновении симптомов и во взаимодействии между ними и пациентом. Лотан предпочитал теорию «Межличностного психоанализа» Гарри Стэка Салливана. и священник Юзеф Тишнер, который работал над феноменологией и философией драмы, хотя и не использовал явно термин «драматология». Лотан также упомянул американского психоаналитика Ральфа Р. Гринсона, который сделал «конфронтацию», «разъяснение», «интерпретацию» и «проработку» важных элементов аналитического процесса. Ещё одну важную роль в теоретизировании Лотаном роли драматологии в психоанализе сыграл американский психоаналитик Ганс Лёвальд (1906—1993), который назвал устную речь доминирующим элементом драмы в связи с её центральной ролью в человеческой деятельности.

## Психология масс и нацизм
Лотан занимался связью между психологией масс и тоталитарными режимами в XX веке, который он называл веком тоталитаризма. В первую очередь его интересовал национал-социализм и его истоки в XIX веке. Он проиллюстрировал расистский антисемитизм XIX века, среди прочего, личностью еврейского банкира Герсона фон Бляйхрёдера, который был близким советником Отто фон Бисмарка. В своём анализе Лотан использовал идеи Зигмунда Фрейда и Вильгельма Райха для объяснения массовых психологических явлений. Работы Вильгельма Райха он использовал для психологического анализа Адольфа Гитлера. Лотан также занимался преследованием судеб немецких врачей и психоаналитиков еврейской веры во времена Третьего рейха. В результате преследований со стороны нацистов еврейский психоанализ практически исчез в Германии. В связи с этим Лотан занимался проблемами кандидатов психоаналитического обучение во время гитлеровского фашизма[53], а также биографией Эрнста Федерна, сына Пауля Федерна. Эрнст Федерн, пионер психологического анализа жизни в концентрационных лагерях, был личным знакомым Цви Лотане в Нью-Йорке. Супруги Федерн и Лотан находились в хорошем контакте друг с другом. Лотан опроверг Ханну Арендт и её оценку того, что Адольф Эйхман был «возмутительно глуп». Эйхман, по словам Лотана, точно знал, что он делает, действовал обдуманно и продуманно.
Вопрос о происхождении зла в мире, один из центральных вопросов в мышлении Мартина Бубера, был рассмотрен Лотаном на примере выдающихся мыслителей в истории психиатрии и психоанализа, таких как Зигмунд Фрейд, Альфред Адлер, Йозеф Брейер и др. Лотан пытался найти собственный ответ на этот вопрос, основываясь на событиях Первой и Второй мировых войн, Холокосте и споре Фрейда и Брейера в «Деле Анны О».

## Премии и награды
- 1991, The Nancy Roeske Certificate of Excellence for Teaching of Medical Students, by the American Psychiatric Association
- 1993, Authors’ Recognition Award, Postgraduate Center for Mental Health, 1993, for the book In Defense of Schreber: Soul Murder and Psychiatry, 1992
- 1999, Sigmund Freud Award Lecturer, American Society of Psychoanalytic Physicians, New York City, October 23, 1999
- 2001, Distinguished Life Fellow of the American Psychiatric Association
- 2011, Thomas S. Szasz Award for outstanding contributions to the cause of civil liberties

Он также был президентом Union of Concerned Psychoanalysts and Psychotherapists, является членом International Psychoanalytical Association и почётным членом Польской ассоциации психиатров (Polish Psychiatric Association).
С 1985 по 2004 гг. он являлся научным редактором Психоаналитического обозрения (Psychoanalytic Review), с 2005 г. он является членом совета директоров журнала Journal of Social Distress and the Homeless, с 2000 г он входит в совет редакторов журнала Международный форум психоанализа (International Forum of Psychoanalysis) с 2005 г. — является редактором Европейского журнала психоанализа (European Journal of Psychoanalysis).

## Избранные труды

### Книги
- Lothane Z. In defense of Schreber. Soul murder and psychiatry. — Hillsdale, NJ/London: The Analytic Press, 1992. — 568 P.— ISBN 0-88163-103-5
- Lothane, Z. Seelenmord und Psychiatrie zur Rehabilitierung Schrebers. Giessen: Psychosozial-Verlag, 2004. — 665 P. — ISBN 3-89806-242-2

### Статьи
- Lothane, Z. Dialogues are for dyads. // Issues in ego psychology. — 1982. — 8 — С. 19-24.
- Lothane, Z. The psychopathology of hallucinations — a methodological analysis. // British Journal of Medical Psychology. — 1982. — 55. — С. 335—348
- Lothane, Z. Freud, Flechsig and Weber revisited: an inquiry into methods of interpretation. // Psychoanalytic Review. — 1989. — 79. — С. 203—262
- Lothane Z. Vindicating Schreber’s father: neither sadist nor child abuser. // Journal of Psychohistory. — 1989. — 16. — С. 263-85.
- Lothane Z. The missing link—Schreber and his doctors. // History of Psychiatry. — 1992 — 3. — С. 339—350.
- Lothane Z. Schreber’s soul murder: a case of psychiatric persecution. In: De Goei L & Vijselaar J, eds. Proceedings 1st European Congress on the History of Psychiatry and Mental Health Care. — Rotterdam: Erasmus. — 1993. — С. 96-103.
- Lothane Z. Schreber’s feminine identification: paranoid illness or profound insight? // International Forum Psychoanalysis. — 1993.— 2. — С. 131—138.
- Lothane Z. Der Mann Schreber: Ein Leben, Neue Sicht und Einsicht. // Psychoanalyse im Widerspruch. — 1995. — 14. — С. 5-15.
- Lothane Z. Die Verknüpfung von Sohn und Vater Schreber mit Hitler: ein Fall vom historischen Rufmord. // Werkblatt. — 1996. — 36. — С. 108-27.
- Lothane Z. Omnipotence, or the delusional aspect of ideology, in relation to love, power, and group dynamics. // American Journal of Psychoanalysis. 1997. — — 57. — С. 25-46.
- Lothane Z. Freud and the interpersonal. // International Forum of Psychoanalysis. — 1997. — 6. — С.175-184.
- Lothane Z. The schism between Freud and Jung over Schreber: its implications for method and doctrine. International Forum of Psychoanalysis. — 6. — С.103—115.
- Lothane Z. The feud between Freud and Ferenczi over love. // American Journal of Psychoanalysis. — 1998. — 58.— С. 21-39.
- Lothane Z. Pour une défense de Schreber: meurtre d’âme et psychiatrie. // Devreese D, Lothane Z, Schotte J, (réd.), Schreber Revisité ("Figures of the Unconscious: hors série). Louvain: Presses Universitaires de Louvain. — 1998. — С. 11-29.
- Lothane Z. Goethe, Schreber, Freud: Themes in metamorphosis. // Marchioro, F, ed. Il divano, l’immaginario e la cura. Bolzano: Ricerche-IMAGO-Forschung. — 1998. — С. 67-86.
- Lothane Z. Tender love and transference: unpublished letters of C. G. Jung and Sabina Spielrein. // International Journal of Psychoanalysis. — 1999. — 80(6). — С. 1189—2004.
- Lothane Z. The deal with the devil to «save» psychoanalysis in Nazi Germany. In: Lothane, Z. (ed.) Special Issue, Psychiatry, Psychotherapy, and Psychoanalysis in the Third Reich. // Psychoanalytic Review. — 2001. — 88(2). — С. 195—224.
- Lothane Z. Paul Schreber’s sexual desires and imaginings: Cause or consequence of his psychosis? // Socarides, C W & Freedman, A eds. Objects of desire. The sexual deviations. Madison, CT: International Universities Press. — 2002.
- Lothane Z. Power politics and psychoanalysis — an introduction. // International Forum of Psychoanalysis, Special Issue 2-3, Psychoanalysis and the Third Reich. — 2003. — 18. — С. 85-97.
- Lothane Z. What did Freud say about persons and relations? // Psychoanalytic Psychology. — 2003. — 20. — С. 609—617.
- Lothane Z. Daniel Paul Schreber on his own terms, or how interpretive fictions are converted into historical facts. In: Holger Steinberg (Hrsg.) // Leipziger psychiatriegeschichtliche Vorlesungen. — Leipzig: Evangelische Verlagsanstalt. — 2005. — С. 129—156.
- Lothane Z. Mass psychology of the led and the leaders/masses and mobs, democracy and demagogues/Or how prejudice of the leader becomes mass paranoia. // International Forum of Psychoanalysis. — 2006. — 15. — С. 183—192.
- Lothane Z. The power of the spoken word in life, psychiatry and psychoanalysis — a contribution to interpersonal psychoanalysis. American Journal of Psychoanalysis. — 2007. — 67. — С. 260—274.
- Lothane Z. The snares of seduction in life and in therapy, or what do young [Jewish] girls (Spielrein) seek in their Aryan heroes (Jung), and vice versa? // International Forum of Psychoanalysis. — 2007. — 16. — С. 12-27, 81-94.
- Lothane Z. Imagination as reciprocal process and its role in the psychoanalytic situation. // International Forum of Psychoanalysis. — 2007. — 16. — С.152-163.
- Lothane Z. The uses of humor in life, neurosis, and in psychotherapy. // International Forum of Psychoanalysis. — 2008 — 17. — С. 180—188, 232—239.
- Lothane Z. Dramatology in life, disorder, and psychoanalytic therapy: A further contribution to interpersonal psychoanalysis. // International Forum of Psychoanalysis. — 2009. — 18 (3) — С. 135—148.
- Lothane Z. The analysand and analyst practicing reciprocal free association—defenders and deniers. // International Forum of Psychoanalysis. — 2010. — 19 — С. 155—164.
- Lothane Z. Sándor Ferenczi, the dramatologist of love. // Psychoanalytic Perspectives. — 2010. — 7(1) — С. 165—182.
- Lothane Z. Romancing psychiatry: Paul Schreber, Otto Gross, Oskar Panizza—personal, social, and forensic aspects. // Felber, Werner, Götz von Olenhusen, Albrecht, Heuer, Gottfried Maria, Nitzschke, Bernd. (eds.) Psychoanalyse und Expressionismus. 7. Internationaler Otto Gross Kongress, Dresden — 2010.
- Lothane Z. Schreber as interpreter and thinker. // Schweizer Archiv für Neurologie und Psychiatrie. — 161(1) — С. 42-45.
- Lothane Z. Dramatology vs. narratology: a new synthesis for psychiatry, psychoanalysis, and interpersonal drama therapy (IDT). // Archives of Psychiatry and Psychotherapy. — 4 — С. 29-43.
- Lothane Z. The teachings of honorary professor of psychiatry Daniel Paul Schreber, J.D., to psychiatrists and psychoanalysts, or dramatology’s challenge to psychiatry and psychoanalysis. // Psychoanalytic Review. — 2011. — 98(6) — С. 775—815.
- Lothane Z. The partnership of psychoanalysis and psychiatry in the treatment of psychosis and borderline states: its evolution in North America. // Journal of the American Academy of Psychoanalysis and Dynamic Psychiatry. — 2011. — 39(3) — С. 499—524.
- Lothane. Z. Wilhelm Reich revisited: Die Rolle der Ideologie in der Charakteranalyse des Individuums versus in der Charakteranalyse der Massen (Wilhelm Reich revisited: the role of ideology in character analysis of the individual vs. character analysis of the masses), in texte. psychoanalyse. ästhetik. — Kulturkritik, Linz, Austria. — 2015.
- Lothane Z. My life with Paul Schreber. International Forum of Psychoanalysis. — 2021. — 30(1) — С. 9—18.
- Devreese, D., Lothane, Z., Schotte, J. (réd.) Schreber revisité Colloque de Cérisy-la-Salle. — Louvain: Presses Universitaires de Louvain. — 1998.